# (12786) 1995 SU
(12786) 1995 SU est un astéroïde de la ceinture principale d'astéroïdes découvert en 1995.

## Description
(12786) 1995 SU a été découvert le 19 septembre 1995 à Church Stretton, dans les Midlands de l'Ouest en Angleterre, par Stephen P. Laurie.

### Caractéristiques orbitales
L'orbite de cet astéroïde est caractérisée par un demi-grand axe de 2,32 UA, un périhélie de 2,12 UA, une excentricité de 0,08 et une inclinaison de 5,05° par rapport à l'écliptique. Du fait de ces caractéristiques, à savoir un demi-grand axe compris entre 2 et 3,2 UA et un périhélie supérieur à 1,666 UA, il est classé, selon la JPL Small-Body Database, comme objet de la ceinture principale d'astéroïdes.

### Caractéristiques physiques
(12786) 1995 SU a une magnitude absolue (H) de 14,6 et un albédo estimé à 0,585.